# Marianne Rothe
Marianne Rothe (* 30. März 1931 in Coschütz) ist eine deutsche Politikerin (Bündnis 90/Die Grünen).
Rothe besuchte die Volks- und Oberschule. Nachdem das vom Vater gepachteten Rittergut Thürnhof, das zu Coschütz gehörte, und der elterliche Bauernhof in Altmörbitz, wo sie Mitarbeiterin war, enteignet wurden, flüchtete sie 1953 in die Bundesrepublik Deutschland. Rothe war dort zunächst als Gartenarbeiterin auf dem staatlichen Rebenzuchtbetrieb Geilweilerhof tätig. Danach besuchte sie die Abteilung Hauswirtschaft der Landwirtschaftsschule Regen, machte die Ausbildung zur Beratungstechnikerin und ging auf die Landfrauenschule Miesbach und das Staatsinstitut für landwirtschaftlichen Unterricht in München. Sie war Lehramtsanwärterin und -Beraterin in Feuchtwangen, danach am Landwirtschaftsamt und -schule in Nienburg/Weser, dem Amt für Landwirtschaft in Mühldorf und der Regierung von Niederbayern tätig und Hauswirtschaftsrätin und -oberrätin am Amt für Landwirtschaft in Lindau.
Von 1986 bis 1990 war Rothe eines der ersten grünen Mitglieder des Bayerischen Landtags, vom 19. Mai 1987 bis zum 19. April 1989 war sie zudem Schriftführerin.